# Astochia trigemina
Astochia trigemina är en tvåvingeart som beskrevs av Becker 1925. Astochia trigemina ingår i släktet Astochia och familjen rovflugor.
Artens utbredningsområde är Taiwan. Inga underarter finns listade i Catalogue of Life.